# Frank Rijkaard
Franklin Edmundo "Frank" Rijkaard (sinh 30 tháng 9 năm 1962 tại Amsterdam) là một huấn luyện viên và cựu cầu thủ bóng đá người Hà Lan. Rijkaard đã từng chơi cho Ajax Amsterdam, Real Zaragoza và A.C. Milan, ông có 73 lần khoác áo đội tuyển quốc gia và ghi được 10 bàn thắng. Rijkaard trở thành HLV của CLB FC Barcelona từ năm 2003 đến 2008. Ông cũng từng là huấn luyện viên của đội tuyển quốc gia Ả Rập Saudi. Hiện nay ông đã giải nghệ.
Mẹ của Rijkaard là một người Hà Lan và bố là một người Suriname.
Năm 2004, Pelé bầu ông vào danh sách FIFA 100.

## Danh hiệu
Ajax
- Eredivisie: 1981–82, 1982–83, 1984–85, 1993–94, 1994–95
- KNVB Cup: 1982–83, 1985–86, 1986–87
- Super Cup: 1993, 1994
- UEFA Champions League: 1994–95
- European Cup Winners' Cup: 1986–87

A.C. Milan
- Serie A: 1991–92, 1992–93
- Supercoppa Italiana: 1988, 1992
- European Cup: 1988–89, 1989–90
- European Super Cup: 1989, 1990
- Intercontinental Cup: 1989, 1990

Đội tuyển Hà Lan
- UEFA European Championship: 1988